# Conrad de Bavière
 (mars 2018).
Si vous disposez d'ouvrages ou d'articles de référence ou si vous connaissez des sites web de qualité traitant du thème abordé ici, merci de compléter l'article en donnant les références utiles à sa vérifiabilité et en les liant à la section « Notes et références ».

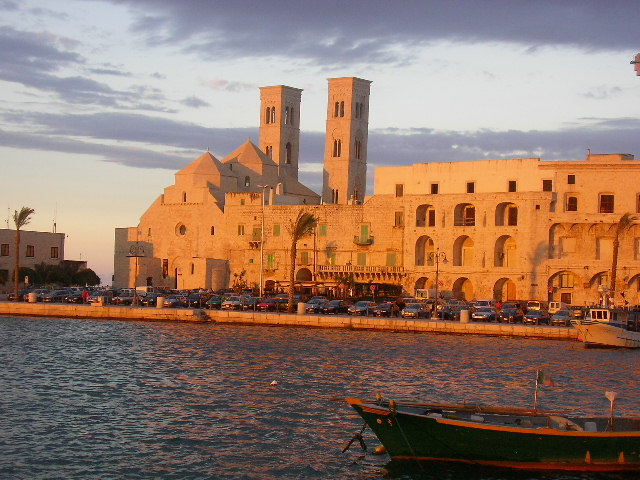
Le port de Molfetta.

Conrad de Bavière (San Corrado di Baviera en italien) (Ratisbonne, 1105 – Modugno, 15 mars 1155) est un religieux catholique allemand d'origine italienne du XIIe siècle, considéré comme saint par l'Église catholique.

## Biographie

### Jeunesse
Conrad est italien par son grand-père d'Welf d'Este fils d'Alberto Azzo II d'Este qui devint duc de Bavière. Son fils, Henri IX de Bavière, dit le Noir, épousa Wilfride Billung et réunit ainsi la Saxe à son duché, ce qui en fit l'un des princes les plus importants de l’empire romain germanique. Conrad de Bavière est le troisième fils de Henri IX.
Conrad, ne pouvant prétendre à la succession de son père, se tourna vers la vie ecclésiastique et alla étudier à l’université de Cologne.
En 1127, après la mort de ses deux grands-parents, il décida de quitter l’Allemagne pour entrer au couvent cistercien de Clairvaux où se trouvait le célèbre abbé Bernard de Clairvaux. Là, Conrad apprit les vertus de la pénitence et de la méditation.

### Terre Sainte et Pouilles
Lors de la Première Croisade, il demanda et obtint de pouvoir entreprendre le long et fatigant voyage en Palestine où il devait rester quelques années à l’ermitage de San Guglielmo.
À son retour de Terre sainte, il décida de s’arrêter dans les Pouilles. Les raisons de son retour en Europe, même si elles ne sont pas connues, peuvent s’expliquer, soit par des problèmes de santé, soit par la volonté d’aller en pèlerinage à la Basilique San Nicola de Bari ou à Monte Sant'Angelo.
Il s’arrêta à l’hôpital des Croisés à Molfetta et c’est là qu’il aurait appris la disgrâce de sa famille : le nouveau prince de Bavière et de Saxe, son frère Henri X dit le Superbe, avait décidé d’abandonner la politique de fidélité aux États de l'Église qui avait toujours été celle de sa famille et s’était rangé aux côtés de l’empereur Lothaire III du Saint Empire en l’accompagnant en 1137 dans son invasion de l’Italie. L'issue négative de cette campagne entraîna la perte des biens d’Henri X et son exil.
C’est certainement après ces évènements que Conrad décida de ne pas retourner à Chiaravalle mais de faire retraite, en 1139, dans la petite abbaye bénédictine quasi inconnue de Modugno. Il meurt dans ce lieu de méditation et de pénitence en 1155 à l’âge de 50 ans.

## Vénération du saint
Le corps de Conrad de Bavière est, dans un premier temps, conservé dans l'abbaye qui devint lieu de pèlerinage pour les fidèles du saint, beaucoup d'entre eux étant originaires de Molfetta qui accueillit le saint à son arrivée dans les Pouilles. 
En 1313, l’abbaye est prise par Robert d’Angers et laissée en ruines. Les Molfettains décidèrent de transporter le corps du saint dans leur ville. La date de cette translation, le 9 février, est célébrée tous les ans par les Molfettains. Dans un premier temps, le corps est placé dans une crypte du Duomo de Molfetta qui est dédié à San Corrado. Par la suite, à cause de l’humidité dans la crypte, les reliques sont mises dans une chapelle, construite pour cet usage, à l’intérieur de la cathédrale. 
Le 10 juillet 1785, les os du saint sont placés dans la nouvelle cathédrale : le corps est placé sous l’autel qui lui est dédié et le crâne est enchâssé à l’intérieur d’un buste d’argent. La fête patronale a lieu à cette date. Encore aujourd’hui, quelques molfettains vont en pèlerinage à Modugno où le saint a vécu ses dernières années. À Modugno, une relique du saint se trouve dans l’église Santissima Annunziata.